# Stéphanie Hurtubise
Stéphanie Hurtubise est une romancière québécoise née à Montréal.

## Biographie
Après avoir obtenu une maîtrise en ingénierie à l'École de technologie supérieure, elle a œuvré dans les domaines de la recherche universitaire et de l'enseignement en génie industriel. Sa participation à la rédaction d’articles scientifiques lui a fait découvrir le plaisir d'écrire.
Elle a commencé à composer un premier roman en 2002, mais il a fallu attendre sept ans avant qu'il soit accepté par un éditeur. Sa collection de romans jeunesse La Zone, publiée à la maison d'Édition Michel Quintin, a été lancée au Canada en 2010 et en Europe en 2012.
Elle se consacre aujourd'hui à l'écriture.

## Œuvres
Romans
- La Zone, 7 Bas les masques (2012)  (ISBN 978-2-89435-607-4)
- La Zone, 6 Les forces déchaînées (2012)  (ISBN 978-2-89435-548-0)
- La Zone, 5 Les huit têtes (2011)  (ISBN 978-2-89435-536-7)
- La Zone, 4 L'énigme des sept sœurs (2011)  (ISBN 978-2-89435-516-9)
- La Zone, 3 Les porteurs du pouvoir (2010)  (ISBN 978-2-89435-481-0)
- La Zone, 2 La mission onirique (2010)  (ISBN 978-2-89435-480-3)
- La Zone, 1 Les aventures d'Edwin Robi (2010)  (ISBN 978-2-89435-479-7)

Document technique
- Contribution au développement d'outils de planification de production dans un contexte de systèmes manufacturiers agiles pour la conception de chaînes d'approvisionnement, mémoire de maîtrise (2001)  (ISBN 0612608158)

## Distinctions
- 2012 - En lice pour le Prix_Jeunesse_des_univers_parallèles, Les aventures d'Edwin Robi
- 2011 - Finaliste du Prix du grand public du Salon du livre de Montréal - La Presse, Les aventures d'Edwin Robi
- 2011 - Finaliste du Prix Tamarac, Les aventures d'Edwin Robi
- 2011 - Sélection de Communication-Jeunesse, Les aventures d'Edwin Robi